# هلند
هُلَند (به هلندی: Nederland) کشوری فراقاره‌ای است٬ بخشی از قلمروهای پادشاهی هلند در شمال غربی اروپا با ۱۸/۱ میلیون نفر جمعیت که پایتخت آن شهر آمستردام است، اما به منظور تمرکززدایی بسیاری از وزارتخانه‌ها و سفارتخانه‌ها در شهر لاهه یا پیرامون آن مستقر شده‌اند. هلند بخش اصلی و اروپایی پادشاهی هلند (به زبان هلندی: Koninkrijk der Nederlanden کُنینک‌رَیک دِر نِیدِرلاندِن) به‌شمار می‌رود که جزایری را در آمریکای مرکزی نیز شامل می‌شود. هلند از شرق با آلمان، از جنوب با بلژیک و از غرب نیز از راه دریا با بریتانیا همسایه است.
بندر روتردام دومین شهر بزرگ هلند است و از نظر مساحت و تعداد اسکله‌هایی که دارد، بزرگ‌ترین بندر اروپا نیز به‌شمار می‌رود. هلند از جمله کشورهای بسیار لیبرال به‌شمار می‌رود. در این کشور روسپی گری، قماربازی، همجنسگرایی، سقط جنین و مصرف ماری جوآنا آزاد است.
کشور گل لاله و سرزمین آسیاب بادی از معروف‌ترین لقب‌های هلند است.
هلند جمعیتی بالغ بر ۱۸/۱ میلیون نفر دارد. شهروندان هلندی در مساحتی معادل ۴۱۸۵۰ کیلومتر مربع (۱۶۱۶۰ مایل مربع) زندگی می‌کنند که ۳۳۵۰۰ کیلومتر مربع (۱۲۹۰۰ مایل مربع) از آن خشکی است. هلند شصت و نهمین کشور پرجمعیت جهان است و دهمین کشور پرجمعیت اتحادیه اروپا، با تراکم ۵۲۹ نفر در هر کیلومتر مربع (۱۳۷۰ نفر در مایل مربع). با این وجود، به دلیل خاک حاصلخیز، آب و هوای معتدل، کشاورزی فشرده و خلاقیت، دومین صادرکننده بزرگ مواد غذایی و محصولات کشاورزی در جهان از نظر ارزش است.
هلند از سال ۱۸۴۸ یک پادشاهی مشروطه پارلمانی با ساختاری واحد بوده است. این کشور دارای سنت ستون‌بندی و سابقه طولانی تحمل اجتماعی، قانونی کردن سقط جنین، فحشا و اتانازی انسانی، همراه با حفظ سیاست لیبرال مواد مخدر است. هلند مجازات اعدام را در قانون مدنی در سال ۱۸۷۰ لغو کرد، اگرچه تا زمانی که قانون اساسی جدید در سال ۱۹۸۳ تصویب شد، به‌طور کامل حذف نشد. هلند در سال ۱۹۱۹ حق رای زنان را مجاز دانست و اولین کشوری بود که ازدواج همجنس‌گرایان را در سال ۲۰۰۱ قانونی کرد. - اقتصاد پیشرفته بازار دوازدهمین بالاترین درآمد سرانه در سطح جهان را دارد. هلند از نظر شاخص‌های بین‌المللی آزادی مطبوعات، آزادی اقتصادی، توسعه انسانی و کیفیت زندگی، و همچنین شادکامی در میان بالاترین رتبه‌ها قرار دارد.

## نام
حدود ۵۰ درصد از زمین‌های هلند نیز ارتفاعی کمتر از یک متر از سطح دریا دارد. به این خاطر است که نام این کشور در زبان هلندی Nederland به معنی «سرزمین پست» (فروبوم) است و نامی که بسیاری زبان‌های دیگر برای این کشور به‌کار می‌برند هم همین معنی را می‌دهد. هلند را در آلمانی Niederlande، در انگلیسی the Netherlands، در کرواتی Nizozemska، در فرانسوی Les Pays-Bas، در ایتالیایی Paesi Bassi، در فنلاندی Alankomaat و در اسپانیایی Países Bajos می‌نامند که همگی در این زبان‌ها به معنی «سرزمین پست» است.
واژه هلند که در زبان فارسی برای این کشور به‌کار می‌رود در اصل نام منطقه‌ای از این کشور بوده (مقایسه شود: پارس/ایران) که برای اشاره همه کشور به‌کار رفته است. واژه هلند Holland در زبان هلندی میانه به شکل holtland بود و معنی آن «سرزمین چوب» است. همچنین نام «هلند» نام یکی از مناطق هلند است.

## جغرافیا

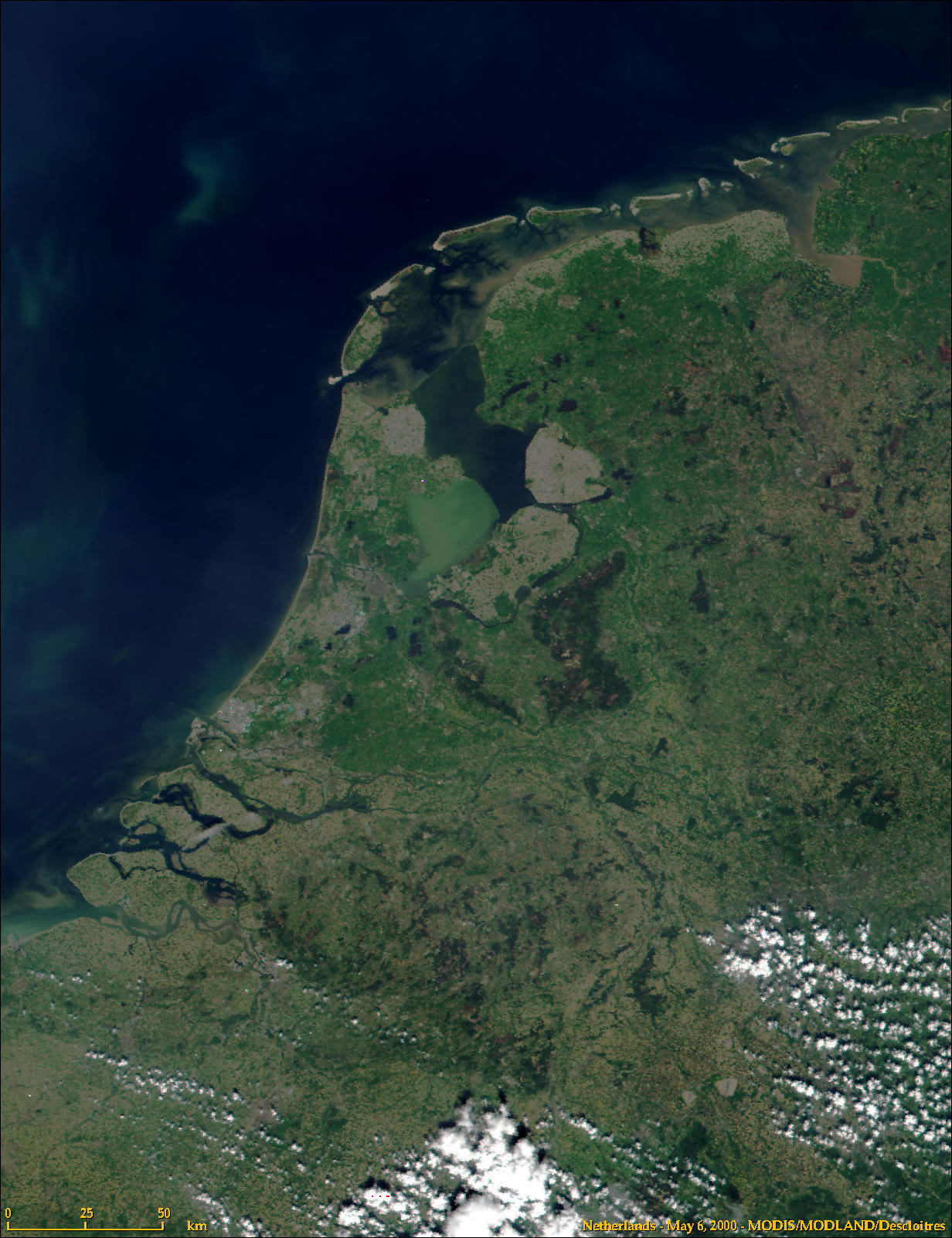
تصویر ماهواره‌ای از کشور هلند، سال ۲۰۰۰

مساحت بخش اروپایی پادشاهی هلند ۴۱٬۵۴۳ کیلومتر مربع است. هلند بین عرض‌های ۵۰ درجه و ۵۴ درجه شمالی و طول‌های ۳ و ۸ درجه شرقی قرار گرفته است.
هلند کشوری است بسیار کم‌ارتفاع و هموار، به‌طوری‌که حدود ۲۶ درصد از مساحت آن و ۲۱ درصد از جمعیت آن در زمین‌هایی زیر سطح دریاهای آزاد زندگی می‌کنند. حدود ۵۰ درصد از سرزمین هلند نیز تنها یک متر بالاتر از سطح دریا جای گرفته است.
بخش اعظم قسمت اروپایی کشور مسطح است، به استثنای مقداری تپه در انتهای جنوب شرقی کشور، و یک منطقه تپه‌ماهوری در مرکز کشور. بلندترین تپه‌ها که در جنوب شرق واقع شده‌اند بیش از ۳۲۱ متر ارتفاع ندارند.
اکثر نواحی زیر سطح دریا، توسط مردم هلند ایجاد شده‌اند، این کار در پی حفر زمین‌ها برای استخراج زغال‌سنگ یا خشک کردن آب دریا و سدبندی جلوی دریا انجام شده است.
از اواخر سده شانزدهم، زمین‌های پهناور خشک‌شده از دریا که پُلدر نامیده می‌شوند توسط سامانه‌های زهکشی دقیق و حساسی که شامل خاکریزها، کانال‌ها و ایستگاه‌های پمپاژ هستند، حفظ می‌شوند. تقریباً ۱۷ درصد از اراضی کشور پیش از این دریا و دریاچه بوده که در چارچوب پروژه‌های مختلف خشک و قابل استفاده شده است.
بخش اعظم خاک هلند ابتدائاً بر اثر رسوبات سه رودخانه بزرگ اروپایی در ریزشگاه آن‌ها به دریا تشکیل شده است. این سه رودخانه عبارتند از راین، رود موز (ماس) و اسخلده. بخش جنوب غربی هلند تا به امروز همچنان دلتای این سه رودخانه است و دلتای راین-موز-اسخلده نامیده می‌شود.

## پیشینه

### استقلال هلند
هلند تا پیش از استقلال به هلند هابسبورگ شناخته می‌شد. چراکه زیر فرمان امپراتوری هابسبورگ بود. در پی جنگی خونین و هشتادساله در سال ۱۶۴۸ میلادی از زیر فرمان امپراتور اسپانیا خارج شد. پس از آن با برقراری جمهوری و در پی آن با ایجاد آرامش در کشور، فعالیت‌های بازرگانی، فرهنگی و سیاسی گسترده‌ای از سوی هلندیان آغاز شد که از آن به عنوان دوران طلایی هلند نام برده می‌شود.

### جنگ‌های انگلستان-هلند
مقاله اصلی: جنگ‌های انگلستان-هلند
مقاله اصلی: فهرست شاهان هلند

## اقتصاد
تولید ناخالص داخلی هلند (نه تولید ملی) در سال ۲۰۰۶ بیش از ۵۰۰ میلیارد یورو بوده است و نرخ رشد اقتصادی در همین سال نزدیک به ۳ درصد بوده است. رشد تورم در هلند از سال ۲۰۰۵ تا ۲۰۰۷ به‌طور میانگین حدود دو درصد گزارش شده است. نرخ بیکاری در دورهٔ مشابه حدود دو درصد بوده است (۴۰۰ هزار نفر و کمتر).
هلند در پرورش و تجارت گل مقام اول را در جهان داراست. دامداری و کشاورزی نیز از پایه‌های اقتصاد هلند محسوب می‌شود. هلندی‌ها علی‌رغم کوچکی کشورشان سهم بزرگی در تجارت و بانکداری جهانی دارند. ایالات متحدهٔ آمریکا یکی از بازارهای اصلی هلند است و کشورهای اتحادیه اروپا مهم‌ترین شرکای تجاری آن هستند. بیش از نیمی از سهام شرکت نفتی - گازی شل را هلند در اختیار دارد و مابقی را بریتانیا. این شرکت که بخش هلندی آن به رویال داچ شل معروف است در زمینهٔ استخراج و تجارت نفت و گاز در سراسر جهان از جمله ایران فعالیت می‌کند. هلند خود نیز دارای ذخایر گاز طبیعی است و بخش از آن را صادر می‌کند. کشتی‌سازی و صنایع شیمیایی از دیگر صنایع مادر در هلند هستند. از شرکت‌های بزرگ هلندی می‌توان به فیلیپس (صنایع الکترونیک)، هاینکن (یکی از عمده‌ترین تولیدکنندگان آبجو در جهان) و (صنایع شیمیایی مانند آکزونوبل) اشاره کرد. واحد پول هلند پیش از تبدیل به یورو، فلورن یا گیلدر هلندی بود.

## سیاست

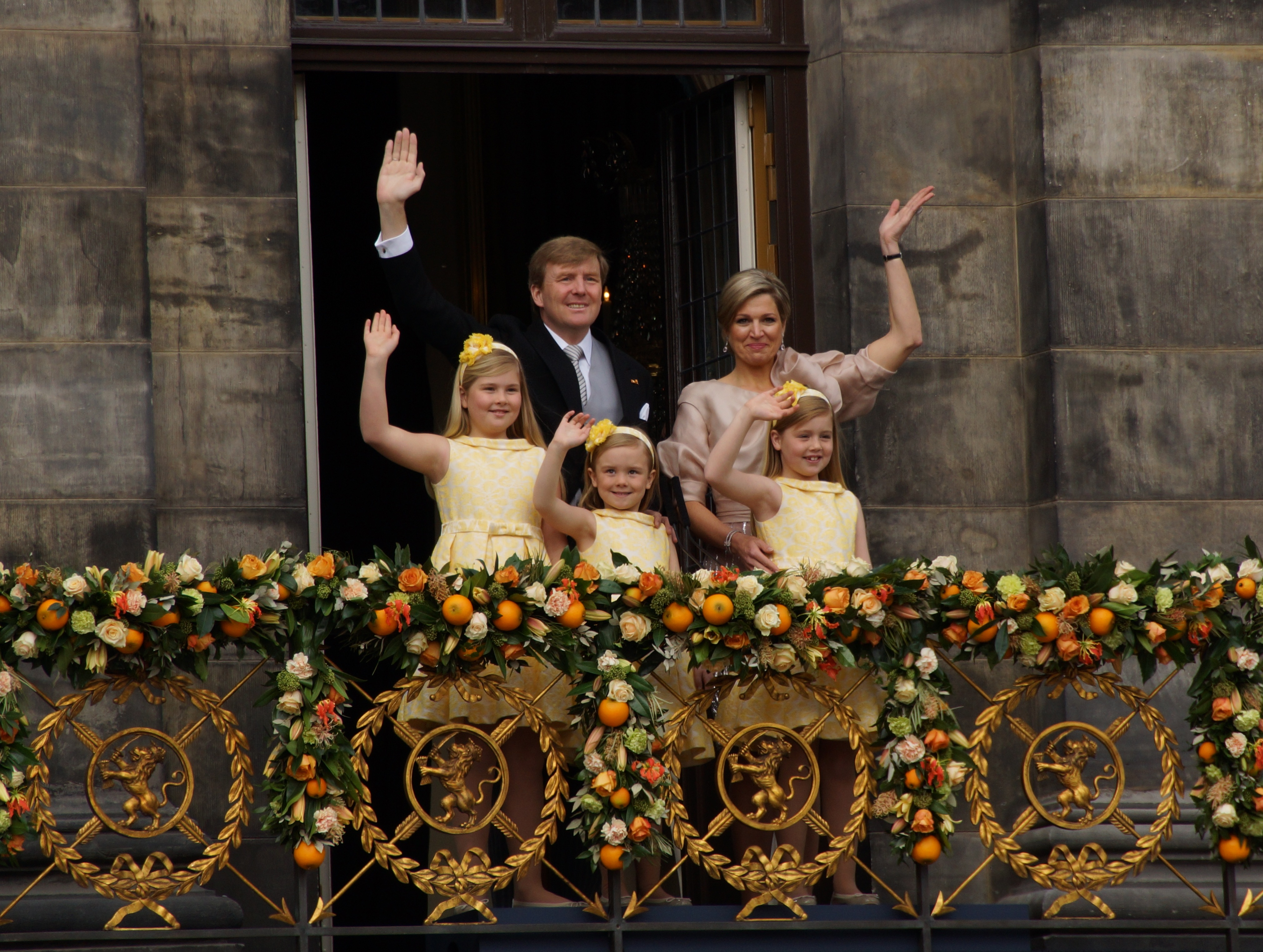
خانواده سلطنتی هلند در سال ۲۰۱۳. پادشاه ویلم الکساندر و ملکه ماکسیما به همراه دخترانشان پرنسس کاترینا آمالیا (چپ)، پرنسس الکسیا (راست) و پرنسس آریانه (مرکز)

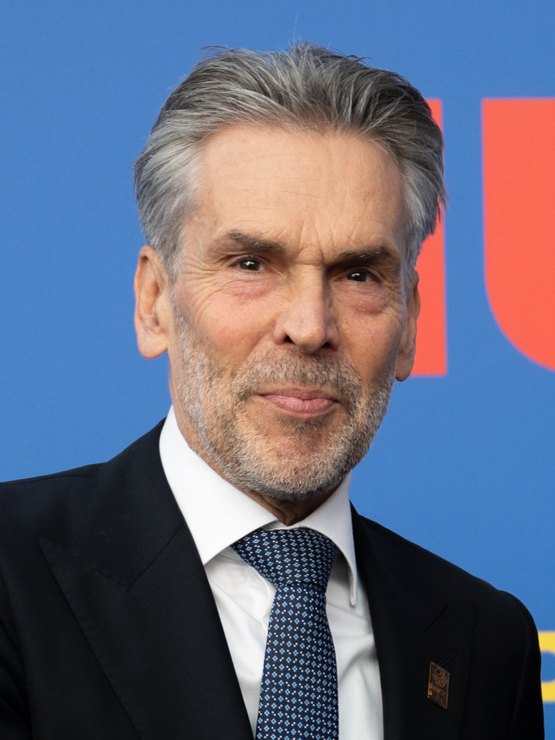
دیک اسخوف، نخست‌وزیر هلند از سال ۲۰۲۴

حکومت هلند از سال ۱۸۱۵ یک پادشاهی مشروطه و از سال ۱۸۴۸ یک دموکراسی پارلمانی بوده‌است. این کشور به عنوان کشوری با یک دولت با همزیستی مشارکتی شناخته می‌شود. سیاست و اداره کشور در هلند با تلاش برای ایجاد اجماع گسترده در مسائل مهم شناخته می‌شود. طبق شاخص دموکراسی V-Dem در سال ۲۰۲۳، هلند در رتبهٔ ۱۷اُم دموکراسی‌های انتخاباتی قرار داشت و در شاخص دموکراسی اکونومیست در سال ۲۰۲۲ رتبهٔ ۹اُم دموکراتیک‌ترین کشور جهان را کسب کرد.
از نظر قانون اساسی، پادشاه رئیس کشور محسوب می‌شود و در فرآیند قانون‌گذاری نیز نقشی رسمی دارد، به‌طوری که تمام قوانین برای اجرا باید به امضای او برسند. اما از نظر قانون اساسی، اختیارات پادشاه محدود بوده و به‌واسطهٔ مسئولیت وزرا عملا کاهش می‌یابد. در عمل شاه یا ملکه نقش چندان تعیین‌کننده‌ای در سیاست ندارد و بیشتر نماد وحدت ملی است. در ۳۰ آوریل ۲۰۱۳ میلادی، ملکه بئاتریکس از سمت خود کناره‌گیری کرد و پسرش ویلم الکساندر رسماً پادشاه کشور شد. پیش از ویلم الکساندر به مدت ۱۲۰ سال ملکه‌ها بر هلند حکومت کرده‌اند.
قدرت اجرایی در هلند در اختیار دولت است که شامل پادشاه و شورای وزیران (نهاد مشورتی کابینه هلند) می‌شود. کابینه معمولاً شامل ۱۳ تا ۱۶ وزیر و تعدادی وزیر بدون وزارتخانه است. ریاست شورای وزیران بر عهدهٔ نخست‌وزیر هلند است که معمولاً رهبر حزب اصلی ائتلاف حاکم است. نخست‌وزیر در جایگاه «اولی بین برابرها» قرار دارد و از نظر حقوقی اختیار بیشتری نسبت به دیگر وزرا ندارد. دیک اسخوف از ژوئیهٔ ۲۰۲۴ جانشین مارک روته شد که طولانی‌ترین دوران نخست‌وزیری در تاریخ هلند را داشت.

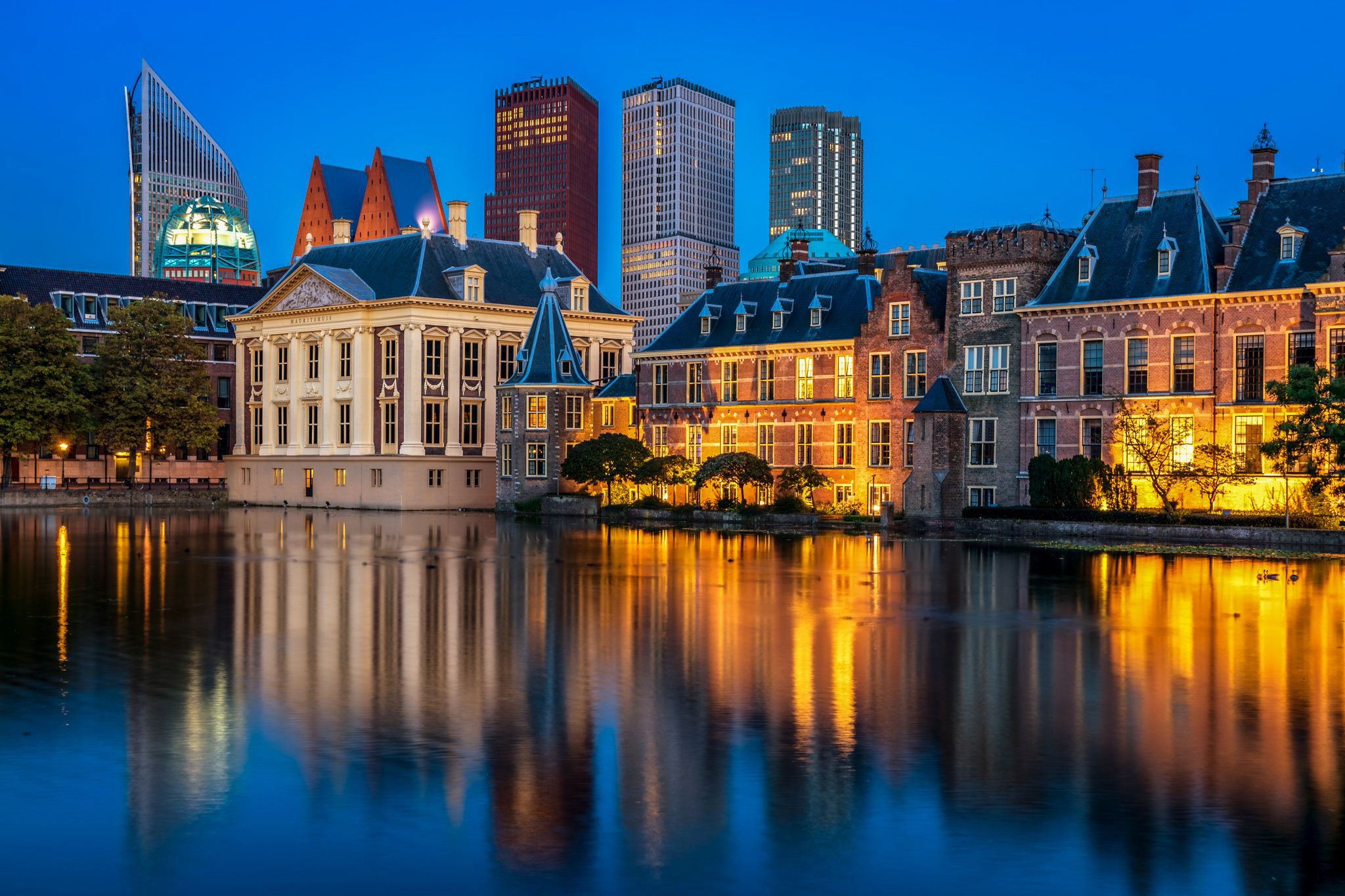
بیننهوف، محل تشکیل جلسات دو مجلس پارلمان هلند

کابینه در برابر پارلمان دو مجلسی یعنی مجلس هلند پاسخ‌گو است. این پارلمان، علاوه بر نظارت، قدرت قانون‌گذاری نیز دارد. مجلس نمایندگان، که مجلس سفلی است، دارای ۱۵۰ عضو است که هر چهار سال یک‌بار (یا زودتر در صورت سقوط کابینه) با نظام تناسبی فهرستی با انتخابات مستقیم انتخاب می‌شوند. مجالس استانی نیز هر چهار سال یک‌بار مستقیماً انتخاب می‌شوند. اعضای مجالس استانی وظیفهٔ انتخاب ۷۵ عضو سنا، مجلس اعلا، را دارند؛ سنا می‌تواند قوانین را رد کند، اما نمی‌تواند آن‌ها را اصلاح نماید.
نخست‌وزیر مهم‌ترین مقام سیاسی کشور شناخته می‌شود. احزاب دموکرات مسیحی، سوسیال دموکرات (کار)، سوسیالیست، حزب سبزها و لیبرال از احزاب عمده در این کشور هستند. طی چند سال اخیر و به‌خصوص در انتخابات پارلمانی ۲۰۱۰ حزب آزادی (راست افراطی به رهبری خیرت ویلدرس) صندلی‌های بیشتری در مجلس هلند به‌دست آورده و ممکن است در دولتِ آتی به رهبری لیبرال‌هاحزب VVD حضور داشته باشد. تعداد قابل توجهی از نمایندگان مجلس هلند را شهروندان مهاجر ترک تبار و مراکشی‌تبار تشکیل می‌دهند. از ایرانیان مقیم هلند نیز فرح کریمی از ۱۹۹۸ تا ۲۰۰۶ در مجلس هلند حضور داشته است.
جریانِ راست‌گرای افراطی در هلند از جمله به خاطر رشد تعداد مهاجران در این کشور، در دههٔ حاضر قدرت گرفت که نتیجهٔ آن ورود احزابی چون ال‌پی‌اف (فهرست پیم فورتاین) به پارلمان و دولت بود. با کشته شدن پیم فرتاین به‌دست یک هلندی، او و بعد حزب اش از صحنهٔ سیاست حذف شدند و خیرت ویلدرس با «حزب آزادی» طرفداران او را به سوی خود جلب کرد و وارد پارلمان شد. ویلدرس مخالفِ حضور مسلمانان در هلند است چرا که اسلام را یک تهدیدِ رو به گسترش می‌داند که باید جلوی آن را گرفت. قتل فیلمساز هلندی تئو فان خُخ (ون گوگ) توسط یک مراکشی در سال ۲۰۰۴ به حزبِ ضد اسلامیِ ویلدرس کمک کرد تا وارد پارلمان بشوند.
در فروردین ۱۳۸۷ نمایش فیلم کوتاهی از خیرت ویلدرس به نام فتنه مخالفت‌های زیادی در هلند و خارج از این کشور برانگیخت. او در این فیلم قرآن و مسلمانان را مروج خشونت می‌داند. نخست‌وزیر پیشین دولت هلند، یان پتر بالکننده که از حزب دموکرات مسیحی است این فیلم را محکوم کرد. برخلاف نگرانی‌ها، مسلمانان هلند خشونتی علیه این فیلم نشان ندادند و از روش‌های قانونی برای اعتراض به آن استفاده کردند. رسانه‌های دولتی هلند آگاهانه به مسلمانان میدان دادند تا مخالفت‌هایشان را ابراز کنند.
هلند عضو قدیمی اتحادیهٔ اروپا و همچنین عضو پیمان نظامی ناتو است. دولت هلند از حملهٔ آمریکا به افغانستان و عراق پشتیبانی کرد و هم‌اکنون در افغانستان نیروی اندکی دارد.
هلند همراه با بلژیک و لوکزامبورگ، بنِلوکس را تشکیل می‌دهند. این نام یک پیمان همکاری منطقه‌ای بین این سه کشور است و از ترکیب نخستین حروف نام این کشورها ساخته شده است و این پیمان مادر پیمان اروپای یکپارچه است.

## تقسیمات کشوری
- استان‌های هلند

| استان         | مرکز      |
| درنته         | آسن       |
| فلیوولاند     | لیلی‌استاد |
| فریس‌لاند      | لیوواردن  |
| خلدرلاند      | آرنهم     |
| خرونینگن      | خرونینگن  |
| لیمبورخ       | ماستریخت  |
| برابانت شمالی | سِرتوخِن‌بوس |
| هلند شمالی    | هارلم     |
| افریسل        | زووله     |
| هلند جنوبی    | لاهه      |
| اوترخت        | اوترخت    |
| زیلاند        | میدل‌بورخ  |

مهار آب دریا و رودخانه‌ها همواره یکی از چالش‌های هلند بوده است (به دلیل کم ارتفاع بودن هلند)، آن‌ها در این کار و نیز در ایجاد خشکی در دریا بسیار پرتجربه هستند و توانسته‌اند سیلاب را به خوبی کنترل کنند.
پیشروی دریا در ساحل و زیر آب رفتن زمین‌ها در پی آب شدن مناطق قطبی زمین از چالش‌های آینده هلند است.
شهرهای جدیدی چون آلمیره و لیلی‌استاد که در جنوب دریاچهٔ ایسل‌میر واقع اند، در چنین زمین‌هایی بنا شده‌اند.
| شهرهای اصلی هلند آمار هلند | شهرهای اصلی هلند آمار هلند | شهرهای اصلی هلند آمار هلند | شهرهای اصلی هلند آمار هلند | شهرهای اصلی هلند آمار هلند | شهرهای اصلی هلند آمار هلند | شهرهای اصلی هلند آمار هلند | شهرهای اصلی هلند آمار هلند | شهرهای اصلی هلند آمار هلند | شهرهای اصلی هلند آمار هلند |
|                            | رتبه                       | نام شهر                    | استان                      | جمعیت                      | رتبه                       | نام شهر                    | استان                      | جمعیت                      |                            |
| -------------------------- | -------------------------- | -------------------------- | -------------------------- | -------------------------- | -------------------------- | -------------------------- | -------------------------- | -------------------------- | -------------------------- |
| آمستردام روتردام           | ۱                          | آمستردام                   | هلند شمالی                 | ۸۷۲,۶۸۰                    | ۱۱                         | آپلدورن                    | خلدرلاند                   | ۱۶۳,۷۰۶                    | لاهه اوترخت                |
| آمستردام روتردام           | ۲                          | روتردام                    | هلند جنوبی                 | ۶۵۰,۷۱۱                    | ۱۲                         | هارلم                      | هلند شمالی                 | ۱۶۲,۸۶۴                    | لاهه اوترخت                |
| آمستردام روتردام           | ۳                          | لاهه                       | هلند جنوبی                 | ۵۴۴,۷۶۶                    | ۱۳                         | آرنهم                      | خلدرلاند                   | ۱۶۱,۲۶۰                    | لاهه اوترخت                |
| آمستردام روتردام           | ۴                          | اوترخت                     | اوترخت                     | ۳۵۷,۱۷۹                    | ۱۴                         | انسخده                     | افریسل                     | ۱۵۹,۹۳۴                    | لاهه اوترخت                |
| آمستردام روتردام           | ۵                          | آیندهوون                   | برابانت شمالی              | ۲۳۴,۲۳۵                    | ۱۵                         | آمرسفورت                   | اوترخت                     | ۱۵۷,۲۸۶                    | لاهه اوترخت                |
| آمستردام روتردام           | ۶                          | خرونینگن                   | خرونینگن                   | ۲۳۲,۸۲۶                    | ۱۶                         | زان‌استاد                   | هلند شمالی                 | ۱۵۶,۷۰۳                    | لاهه اوترخت                |
| آمستردام روتردام           | ۷                          | تیلبورخ                    | برابانت شمالی              | ۲۱۹,۶۳۲                    | ۱۷                         | هارلمرمیر                  | هلند شمالی                 | ۱۵۵,۷۷۰                    | لاهه اوترخت                |
| آمستردام روتردام           | ۸                          | آلمیره                     | فلیوولاند                  | ۲۱۱,۵۱۴                    | ۱۸                         | سرتوخن‌بوس                  | برابانت شمالی              | ۱۵۴,۹۸۹                    | لاهه اوترخت                |
| آمستردام روتردام           | ۹                          | بردا                       | برابانت شمالی              | ۱۸۴,۴۰۳                    | ۱۹                         | زووله                      | افریسل                     | ۱۲۸,۶۱۷                    | لاهه اوترخت                |
| آمستردام روتردام           | ۱۰                         | نیمیخن                     | خلدرلاند                   | ۱۷۷,۸۱۸                    | ۲۰                         | لیدن                       | هلند جنوبی                 | ۱۲۵,۴۳۴                    | لاهه اوترخت                |

## مردم

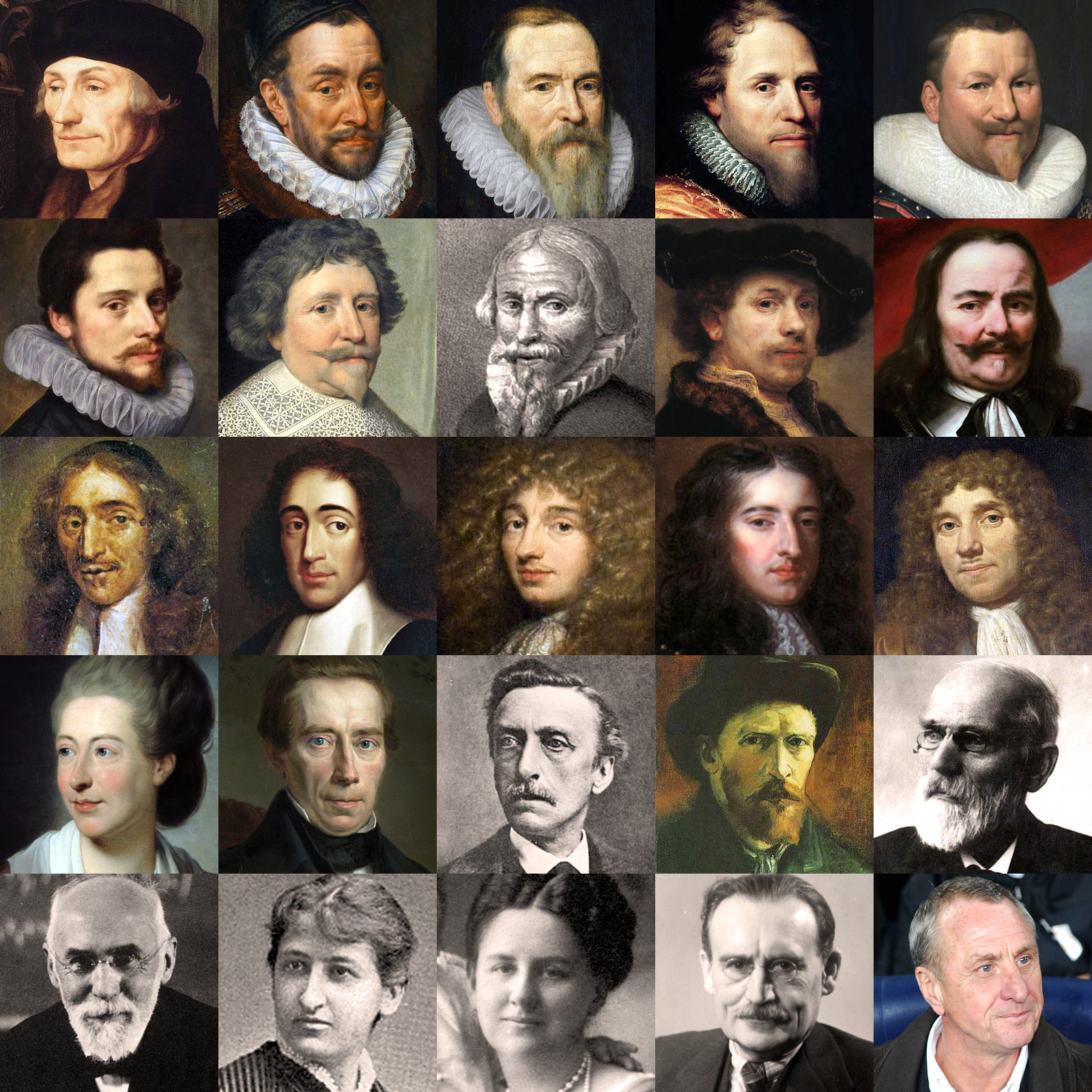
مشاهیر هلند

زبان رسمی هلند، هلندی است (به هلندی:Nederlands). این زبان شاخه‌ای از زبان‌های ژرمنی است و به آلمانی شبیه است. برخی واژگان فرانسوی نیز از دوره‌های تسلط فرانسویان بر این منطقه، در زبان هلندی جذب شده‌اند. گسترهٔ جغرافیایی زبان هلندی به جز کشور هلند، استان‌های شمالی بلژیک را نیز دربر می‌گیرد. در مستعمرات هلند از جمله در سورینام لهجه‌های بومی‌شدهٔ هلندی کاربرد داشته است. همچنین هلندیان علاقه‌مند به یادگیری زبان‌های خارجی هستند به گونه‌ای که بین ۹۱ تا ۹۳ درصد آن‌ها به انگلیسی، ۷۱ درصد به آلمانی، ۲۹ درصد به فرانسوی و ۵ درصد به اسپانیایی می‌توانند محاوره کنند.
در کشور هلند در حدود ۳۰ هزار فارسی‌زبان ایرانی سکونت دارند، ۳۵ هزار نفر از کشور افغانستان هستند که آن‌ها به زبان‌های فارسی دری، پشتو، اردو، ترکی ازبکی صحبت می‌کنند.
میانگین قد مردان هلندی ۱۸۴ سانتی‌متر است که کشور هلند را در رتبه اول بلند قامت‌ترین مردمان جهان قرار داده است، پس از هلند مردان نروژ نیز با ۱۸۳ سانتی‌متر در جایگاه دوم جای دارند.
بیشتر مردم هلند بی‌دین هستند. جمعیت مسلمانان ساکن هلند نزدیک به یک میلیون نفر است.

## فرهنگ

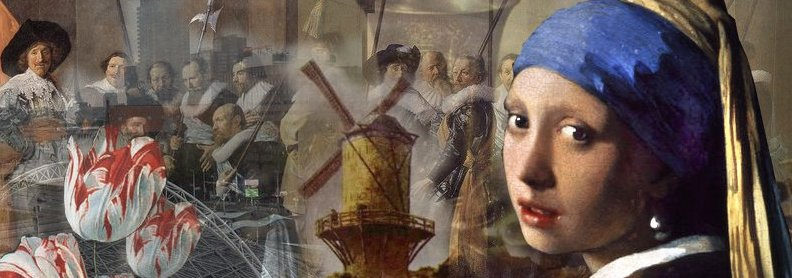
نمادهای فرهنگی هلند

هلند نقاش‌های شناخته شده‌ای داشته است. در سده ۱۷ میلادی، در زمانی که جمهوری هلند در اوج خود بود، استادان بزرگی همچون رامبرانت، یوهانس ورمر، جان استین، جیکوب ایساکزون و بسیاری دیگر فعالیت می‌کردند. نقاش‌های مشهور سده ۱۹ و ۲۰ هلند، ون گوگ و پیت موندریان بوده‌اند. موریس اشر هنرمند گرافیست این دوران بود. هلند خانهٔ فیلسوف‌های بزرگی چون اسپینوزا و دزیدریوس اراسموس بوده است. همچنین تمام کارهای اصلی رنه دکارت در هلند انجام شده است.

### عقیم کردن سگ‌ها
در گذشته برای مدتی طولانی، هلند آمار بیشترین تعداد سگ خیابانی در اروپا را داشت، اما امروزه هلند به عنوان اولین کشوری که حتی یک سگ بی‌خانمان در خیابان‌هایش ندارد، شناخته می‌شود. در این راستا دولت هلند تصمیم گرفت تا راه حل قطعی برای این مشکل پیدا کند و عقیم کردن سگ‌ها را با نتایج عالی اجرا کرد و اکنون هیچ سگ ولگردی در این کشور وجود ندارد.